# روبرت مويرز
الدكتور روبرت اديسون مويرز (بالإنجليزية: Robert Moyers)‏ (12 نوفمبر 1919 - 8 يناير 1996) هو طبيب تقويم أسنان أمريكي أسس مركز النمو والتنمية البشرية في جامعة ميتشيغان وشغل منصب رئيس برنامج تقويم الأسنان لمدة 28 عامًا. قدم مويرز مساهمات كبيرة نحو تقويم الأسنان من خلال تطوير المؤسسة والبحوث متعددة التخصصات التي تنطوي على البيولوجيا القحفية. وينسب إليه الفضل في تطوير مختبر مويرز المختلط لطب الأسنان.

## حياته
وُلد مويرز في سيدني، ولاية أيوا بين أشقاء ثلاثة آخرين وقضى معظم طفولته في وقت مبكر هناك. انتقل إلى مدينة أيوا في عام 1937 لبدء تعليمه الجامعي في جامعة ولاية أيوا. التحق مايرز بكلية طب الأسنان بجامعة أيوا وحصل على ماجستير طب الأسنان من هناك. خلال وقت دراسته في كلية طب الأسنان، قضى مايرز وقتًا في كنيسة صغيرة من خلال كونه القس في هذه السنوات الثماني. بعد تخرجه من كلية طب الأسنان في عام 1942، انضم مويرز للجيش في الحرب العالمية الثانية كضابط الاتصال الطبي المتحالف الأقدم في حركة المقاومة في اليونان في ذلك الوقت. في عام 1945، خرج من الجيش وحصل على العديد من الجوائز. وكان من بينها ميدالية النجمة البرونزية، وفيلق الاستحقاق، ووسام القلب الأرجواني، ورتبة الإمبراطورية البريطانية ورتبة العنقاء. عاد بعد الحرب إلى بلده  وحصل على شهادة تقويم الأسنان من جامعة أيوا. كما حصل على الدكتوراه في علم وظائف الأعضاء من نفس الجامعة أيضًا.
تزوج روبرت من باربرا كويك مويرز وأنجب اثنين من البنات.

## الحياة المهنية
بدأ مويرز حياته المهنية ليصبح رئيسًا لقسم تقويم الأسنان في جامعة تورنتو في عام 1948. وفي عام 1952، أصبح رئيس برنامج تقويم الأسنان في جامعة ميشيغان. في عام 1964 أسس مركز النمو البشري والتنمية في جامعة ميشيغان. وقد أنشئ هذا المركز بعد المبادرة التي اتخذتها جامعة ميشيغان لتطوير وحدة البحوث التي تضم العديد من التخصصات. في عام 1980 تنحى عن منصبه كمدير للمركز وفي عام 1990، تقاعد وأصبح أستاذ فخري في طب الأسنان وزميل فخري للمركزأيضًا. في عام 1974، قررت جامعة ميشيغان إقامة ندوة مويرز تكريمًا للدكتور مويرز. وقد صممت هذه الندوة لمناقشة الأدلة الحديثة في النهج المتبعة مؤخرًا في مجال تقويم الأسنان.
ألف مويرز مرجعًا علميًا في تقويم الأسنان، وشارك في تأليف وتحرير 15 كتابًا آخر. توفي مويرز عن عمر يناهز 75 عامًا في عام 1996.

## الجوائز
- جائزة ألبرت كتشام في مجال تقوم الأسنان عام 1988

- عضو شرفي في كلية الجراحين الملكية بإنجلترا عام 1955